# Kétbodony, Nógrád
Kétbodony  este un sat în districtul Rétság, județul Nógrád, Ungaria, având o populație de 465 de locuitori (2011). 

## Demografie
Componența etnică a satului Kétbodony
     Maghiari (100%)
Componența confesională a satului Kétbodony
     Luterani (38,06%)
     Romano-catolici (32,04%)
     Fără religie (4,73%)
     Atei (1,29%)
     Necunoscută (23,01%)
     Reformați (0,86%)
Conform recensământului din 2011, satul Kétbodony avea 465 de locuitori. Din punct de vedere etnic, majoritatea locuitorilor (100,0%) erau maghiari. Nu există o religie majoritară, locuitorii fiind luterani (38,06%), romano-catolici (32,04%), persoane fără religie (4,73%) și atei (1,29%). Pentru 23,01% din locuitori nu este cunoscută apartenența confesională.